# Equipo de Copa Davis de Bosnia y Herzegovina
El equipo bosnio de Copa Davis es el representante de Bosnia y Herzegovina en dicha competición internacional. Su organización está a cargo de la Asociación de Tenis de Bosnia y Herzegovina.

## Historia
Bosnia y Herzegovina hizo su debut en la Copa Davis en 1996 y en ese año, sus jugadores representaban previamente a Yugoslavia. Su mejor actuación en el certamen, se produjo en la edición 2018, cuando logró acceder al Repechaje para el Grupo Mundial.

## Plantel actual (2018)
- Damir Džumhur
- Mirza Bašić
- Tomislav Brkić
- Nerman Fatić